# Brodiaea pallida
Brodiaea pallida ist eine Pflanzenart aus der Gattung Brodiaea in der Familie der Spargelgewächse (Asparagaceae). Dieser Endemit kommt nur im westlichen US-Bundesstaat Kalifornien vor.

## Beschreibung

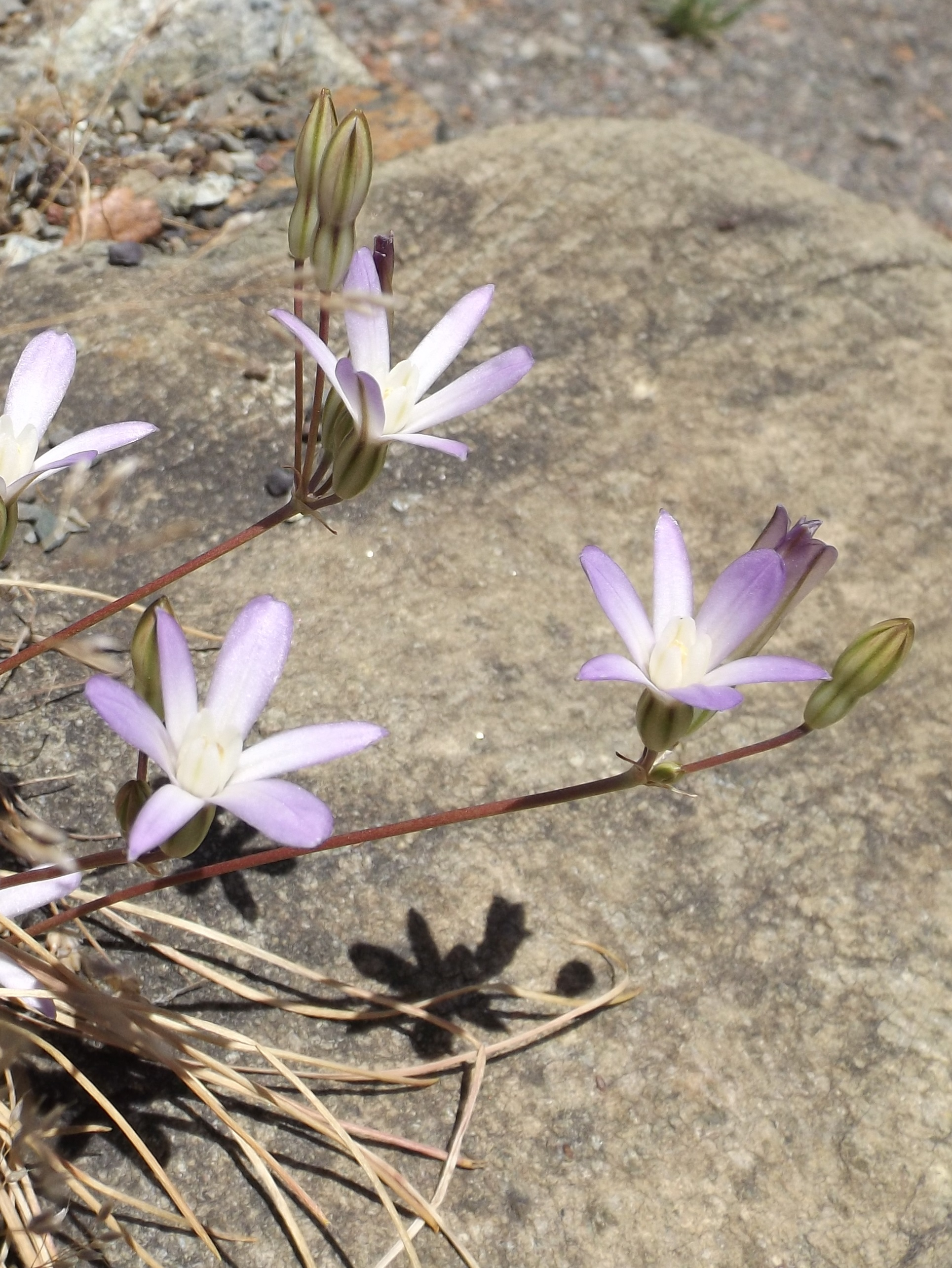
Blütenstände und Blüten im Detail

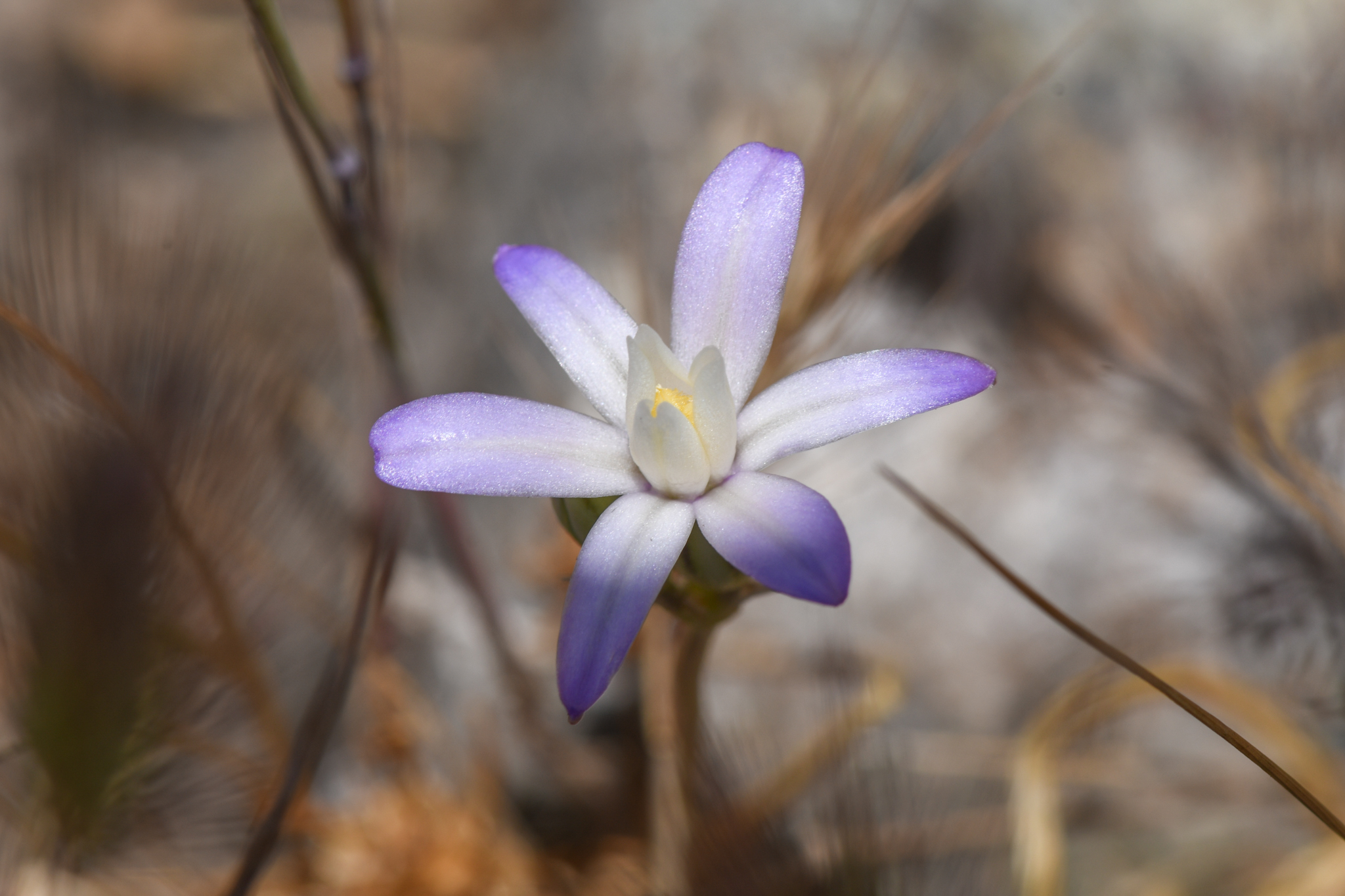
Blüte

### Vegetative Merkmale
Brodiaea pallida wächst als ausdauernde krautige Pflanze. Als Überdauerungsorgane werden Pflanzenknollen gebildet. Je Knolle werden während der Vegetationszeit ein bis sechs schmale Laubblätter produziert.

### Generative Merkmale
Die Blütezeit liegt in Kalifornien im Frühling vom Ende Mai bis Anfang Juni. Der schlanke Blütenstandsschaft ist 10 bis 20 Zentimeter lang. Endständig auf dem Blütenstandsschaft befindet sich ein offener, doldiger Blütenstand. Die Tragblätter hüllen auch, während der Blütenstand noch knospig ist, diesen nicht vollständig ein. Es sind auch Deckblätter vorhanden. Der Blütenstiel ist 5 bis 30 Zentimeter lang.
Die zwittrigen Blüten sind radiärsymmetrisch und dreizählig. Es sind zwei Kreise mit je drei Blütenhüllblättern vorhanden, die an ihrer Basis verwachsen sind. Die drei äußeren Blütenhüllblätter sind etwas schmaler als die inneren drei. Die sechs purpur- oder lilafarbenen Blütenhüllblätter sind zu einer bei einer Länge von 9 bis 11 Millimetern krugförmigen, undurchsichtigen Blütenröhre verwachsen, die sich oberhalb des Fruchtknotens etwas verengt und auch bis zur Fruchtreife nicht aufspringt. Die Blütenkrone ist insgesamt 14 bis 24 Millimeter lang und der freie Teil der Blütenhüllblätter ist meist mehr als doppelt so lang wie die Blütenröhre. Der freie Teil der Blütenhüllblätter ist bei einer Länge von 9 bis 11 Millimetern ausgebreitet bis stark zurückgebogen. Bei Brodiaea pallida befinden sich innerhalb der Blütenhüllblätter und mit diesen verwachsen drei sterile Staubblätter, also Staminodien, die kleinen Kronblättern ähneln und jeweils den äußeren Blütenhüllblättern gegenüber stehen. Bei den nahe der Staubblätter befindlichen, weißen und bei einer Breite von 8 bis 11 Millimetern relativ breiten Staminodien sind die Ränder bei der Mitte ihrer Länge zur Hälfte nach oben eingerollt und das obere Ende ist tief gekerbt. Die drei fertilen Staubblätter befinden sich gegenüber den inneren Blütenhüllblättern und sind gleichfalls an der Basis der Blütenhülle verwachsen. Die Basis der 4 bis 5 Millimeter langen Staubfäden ist nicht dreieckig, besitzt unten einen schmalen Flügel, aber keine Anhängsel. Die Größe und Form der Staubblätter und der Strukturen an der Basis der Staubfäden sind wichtige Bestimmungsmerkmale für die Brodiaea-Arten. Die Staubbeutel sind bei einer Länge von 2 bis 3 Millimetern mehr oder weniger verkehrt-herzförmig und das obere Ende ist zu einem breiten V eingekerbt. Drei Fruchtblätter sind zu einem 4 bis 5 Millimeter langen, dreikämmerigen Fruchtknoten verwachsen. Der 8 bis 11 Millimeter lange Griffel endet in einer dreilappigen Narbe.
Die eiförmigen Kapselfrüchte öffnen sich fachspaltig = lokulizid. Die Samen sind schwarz.
Die Chromosomenzahl beträgt 2n = 12.

## Vorkommen und Gefährdung
Von Brodiaea pallida ist nur ein Fundort bekannt, nahe dem Chinese Camp, daher auch der englischsprachige Trivialname Chinese Camp brodiaea, im kalifornischen Tuolumne County. Sie gedeiht im Gebirgsausläufer im Waldland an offenen Standorten entlang episodischer Flussbetten eines Fließgewässers auf Böden über Serpentingestein in Höhenlagen von 300 bis 400 Metern.
Die einzige Population von Brodiaea pallida ist gefährdet, da sich ihr Areal nur eine viertel Meile entlang dieses Fließgewässers erstreckt. Die Gefährdung geht von Beweidung und anthropogener Entwicklung aus.
Brodiaea pallida bildet Hybriden mit Brodiaea elegans.

## Systematik

### Taxonomie
Die Erstbeschreibung von Brodiaea pallida erfolgte 1938 durch Robert Francis Hoover in Leaflets of Western Botany, Volume 2, Issue 8, Seiten 129–130. Das Typusmaterial wurde unter der Nummer Hoover 2375 (Institution: HT: UC) hinterlegt.

### Verwandtschaftsverhältnisse derBrodiaea-Arten
Die Verwandtschaftsverhältnisse der Brodiaea-Arten, besonders zwischen Brodiaea pallida, Brodiaea minor und Brodiaea nana bleiben auch 2006 noch unklar. Die Entstehung der unterschiedlichen Ploidiegrade der verwandten Arten ist 2006 noch unklar.
Eine Gruppe verwandter Arten, vielleicht im Rang einer Sektion, bilden Brodiaea stellaris, Brodiaea insignis, Brodiaea nana, Brodiaea minor und Brodiaea pallida. Brodiaea pallida und Brodiaea nana sind bei einer Chromosomengrundzahl von x = 6 diploid und sind in ihrer Flavonoid-Chemie ähnlich, auch ihre Blütenmorphologie ist ähnlich. Die Areale von Brodiaea pallida und Brodiaea nana überlappen sich.